# Ja, Klaudiusz (film)
Ja, Klaudiusz (ang. I, Claudius) – brytyjski nieukończony, czarno-biały film historyczny z 1937 roku, będący adaptacją powieści Roberta Gravesa Ja, Klaudiusz oraz Klaudiusz i Messalina. 

## Obsada
- Charles Laughton - Klaudiusz
- Merle Oberon - Messalina
- Flora Robson - Liwia
- Emlyn Williams - Kaligula
- Robert Newton - Kasjusz
- Allan Aynesworth - Asiaticus, senator
- John Clements - Valens
- Leonora Corbett - Cezonia
- Roy Emerton - Oktawian August